# Damon Hill
Damon Graham Devereux Hill, OBE (* 17. September 1960 in London, England) ist ein ehemaliger britischer Automobilrennfahrer und heutiger Motorsport-Funktionär. Er startete zwischen 1992 und 1999 in der höchsten Motorsportklasse Formel 1 und wurde dort 1996 Weltmeister. Als Sohn des zweifachen Formel-1-Weltmeisters Graham Hill ist er damit der erste Fahrer, der wie sein Vater diesen Titel gewann. Von 2006 bis 2011 war Hill Präsident des British Racing Drivers’ Club, des Eigentümers der Traditionsrennstrecke in Silverstone.
Hill wurde der breiten Öffentlichkeit Mitte der 1990er Jahre vor allem durch die Dauerrivalität zu seinem deutschen Kontrahenten Michael Schumacher bekannt. Anerkennung gewann Hill über seine Leistungen auf der Strecke hinaus vornehmlich durch seine direkte Art und seine klaren, mit trockenem Humor und Verstand geführten Interviews.

## Sportliche Laufbahn
Trotz seines berühmten Familiennamens musste Hill für seinen Aufstieg bis in die Formel 1 hart kämpfen. Nachdem sein Vater 1975 bei einem Flugunfall mit seinem Privatflugzeug ums Leben gekommen war und der Familie Schulden hinterlassen hatte – das Flugzeug war wegen des Fehlers eines Anwalts nicht versichert und Hills Familie musste für die Opfer aufkommen –, war Damon Hills Weg an die Spitze des Motorsports alles andere als vorgezeichnet. Hills Mutter nahm einen Job als Sekretärin an, außerdem musste die Familie sogar die Pokale des Vaters verkaufen. Hill selbst jobbte als Motorradkurier.

### Anfänge im Motorsport
So begann Hill seine Motorsport-Karriere zunächst auf zwei Rädern. Von 1979 bis 1984 nahm er an Motorrad-, Gelände- und Straßenrennen teil und erzielte in dieser Zeit 40 Siege. Mitte 1984 stieg Hill in die Formel Ford 1600 ein und schaffte dort seinen ersten Sieg im englischen Brands Hatch. 1986 wechselte er in die britische Formel-3-Meisterschaft. Er bekam einen Platz im Team von Murray Taylor Racing und wurde Neunter der Gesamtwertung. Von 1989 bis 1991 fuhr Hill in der Formel 3000 und bekam ab 1991 einen Vertrag als Testfahrer beim Formel-1-Team Williams.
Hill ist der letzte F1-Weltmeister, der keinen Karriereanfang im Kartsport genommen hat. Bekannte Mehrfach-Weltmeister mit ähnlicher Karriere sind Niki Lauda und Emerson Fittipaldi.

### Formel 1

#### Brabham (1992)
1992 erhielt er einen Stammplatz im britischen Team Brabham, das bis Mitte der 1980er Jahre in der Formel 1 sehr erfolgreich gewesen war, Anfang der 1990er Jahre allerdings zunehmend an das Ende der Startaufstellung rutschte. Wegen des mangelnden sportlichen Erfolges fand das Team kaum Sponsoren, war infolgedessen chronisch unterfinanziert und konnte keine nennenswerte Entwicklung mehr betreiben. Hill war zu acht Rennen gemeldet, bevor das Team endgültig Insolvenz anmelden musste. Er konnte sich dabei wegen des nicht konkurrenzfähigen Materials lediglich für zwei Rennen qualifizieren (eines davon war sein Heim-Grand-Prix im englischen Silverstone), sein Teamkollege Eric van de Poele kam bei zehn Versuchen sogar nur auf eine Rennteilnahme. Nach dem Aus des Brabham-Teams konzentrierte sich Hill auf seine Testfahrertätigkeit bei Williams.

#### Williams (1993–1996)

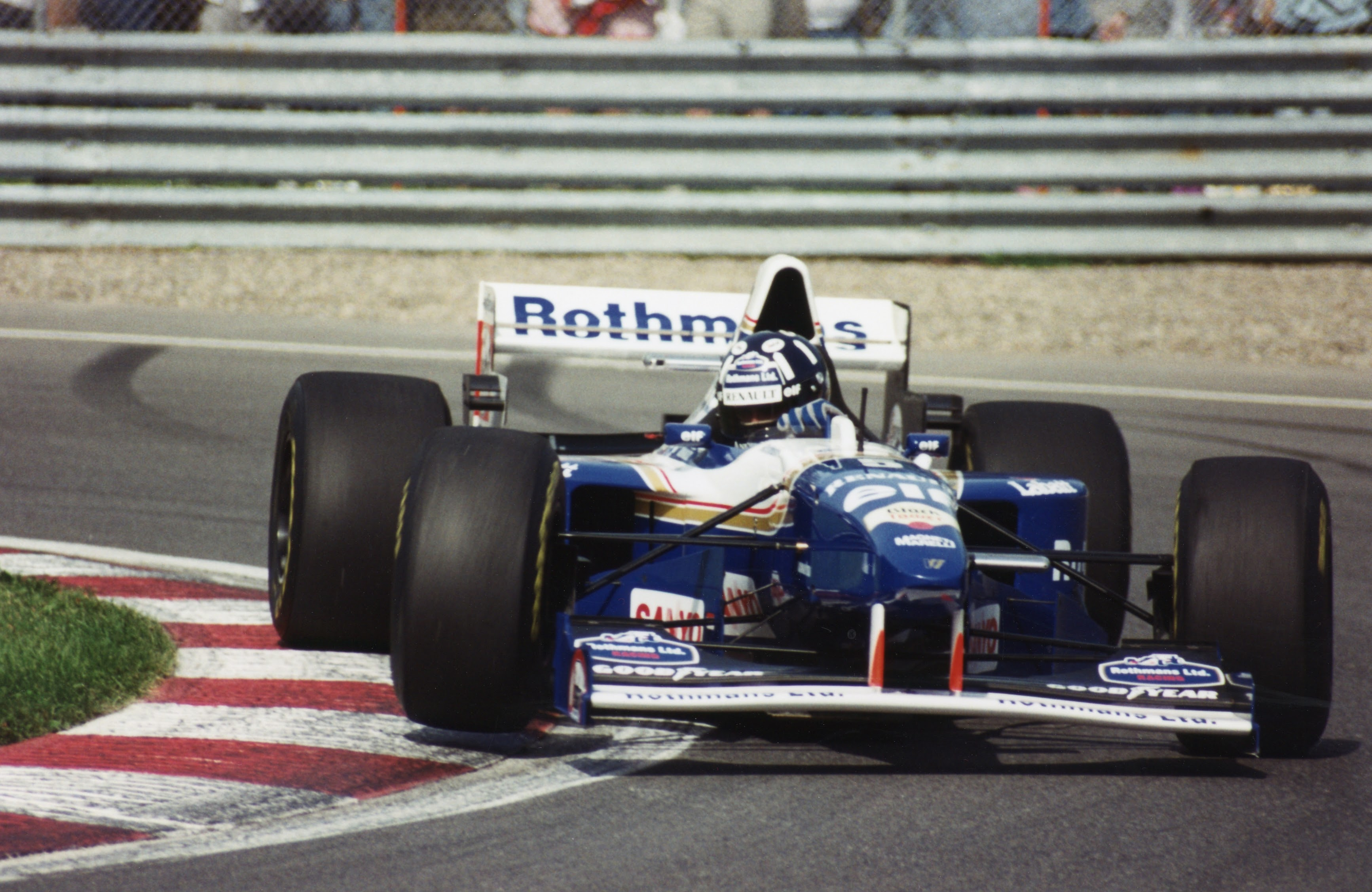
Hill im Williams, 1995

1993 stieg er nach dem für Williams etwas überraschenden Rücktritt von Weltmeister Nigel Mansell zum Stammfahrer auf und erhielt damit die große Chance, im zu dieser Zeit dominierenden Formel-1-Team sein Können unter Beweis zu stellen. Auf Anhieb wurde Hill mit drei Siegen Dritter der Gesamtwertung hinter seinem Teamkollegen Alain Prost, der die Weltmeisterschaft gewann und seine Karriere beendete.
1994 ging Hill an der Seite von Ayrton Senna in die Saison, der allerdings bereits im dritten Rennen unter tragischen Umständen ums Leben kam. Hill musste nun das Williams-Team führen und wurde nach anfänglichen Schwierigkeiten und einer Aufholjagd in der zweiten Saisonhälfte mit insgesamt sechs Siegen Zweiter der Gesamtwertung – nur knapp geschlagen von seinem Rivalen Michael Schumacher auf Benetton-Ford. Dennoch wurde Hill zur BBC Sports Personality of the Year, zum Sportler des Jahres in Großbritannien, gewählt.
1995 startete Hill gemeinsam mit Schumacher erstmals als Titelfavorit in eine Saison, wurde aber wiederum Vizeweltmeister hinter seinem deutschen Konkurrenten, der diesmal ebenfalls über Renault-Aggregate in seinem Benetton verfügte. 1996 gelang dem Briten schließlich mit konstanten Leistungen und insgesamt acht Saisonsiegen der Gewinn der Weltmeisterschaft. Er wurde im gleichen Jahr erneut als Großbritanniens Sportler des Jahres geehrt. Sein Vertrag beim Williams-Team wurde trotz der Erfolge nicht verlängert, was in der britischen Öffentlichkeit auf großes Unverständnis stieß – zumal er durch den deutschen Fahrer Heinz-Harald Frentzen ersetzt wurde, der bis dahin noch keine Formel-1-Siege vorweisen konnte.

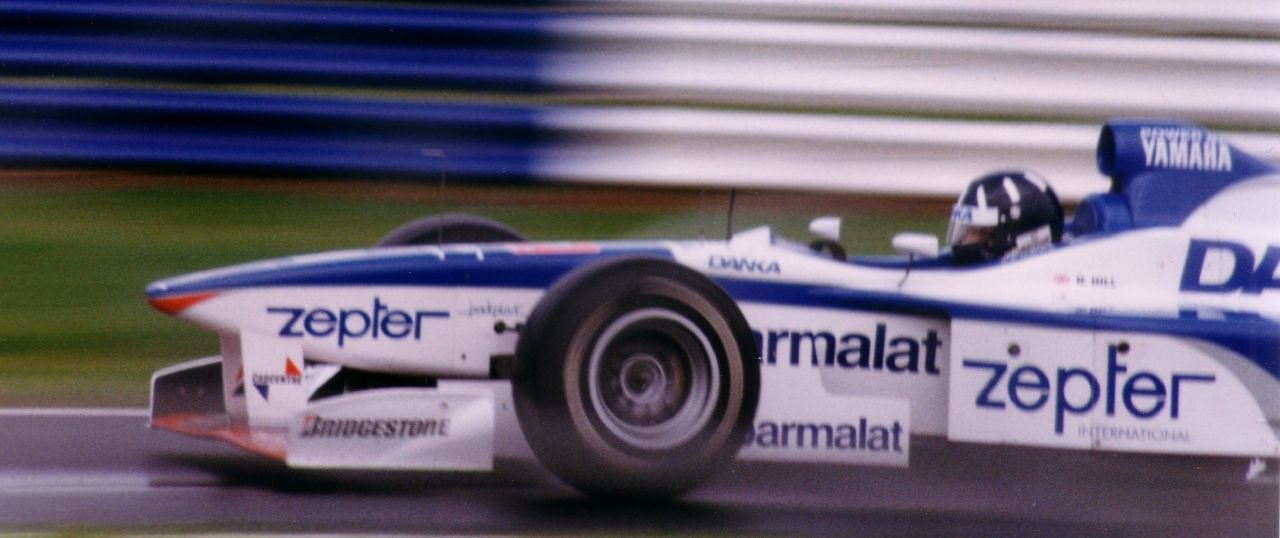
Amtierender Weltmeister Hill im Arrows-Yamaha, 1997

#### Arrows (1997)
Für die Saison 1997 wechselte er daraufhin zum bisherigen Hinterbänklerteam Arrows, nachdem ihn Teamboss Tom Walkinshaw mit einem Millionenvertrag geködert hatte. In Ungarn schaffte Hill das Kunststück, mit dem eigentlich unterlegenen Arrows-Yamaha – begünstigt auch durch die bei Hitze besseren Bridgestone-Reifen – rundenlang das Feld anzuführen, bis ihm zwei Runden vor Schluss eine Dichtung des Hydrauliksystems platzte. Er rettete noch den zweiten Platz; nur Jacques Villeneuve, der nach Hills Weggang die Weltmeisterschaft für Williams einfahren konnte, überholte Hill in der letzten Runde. Ansonsten errang er in der Saison nur einen weiteren Punkt und beendete sie auf Rang 12 der Fahrerwertung.

#### Jordan (1998–1999)

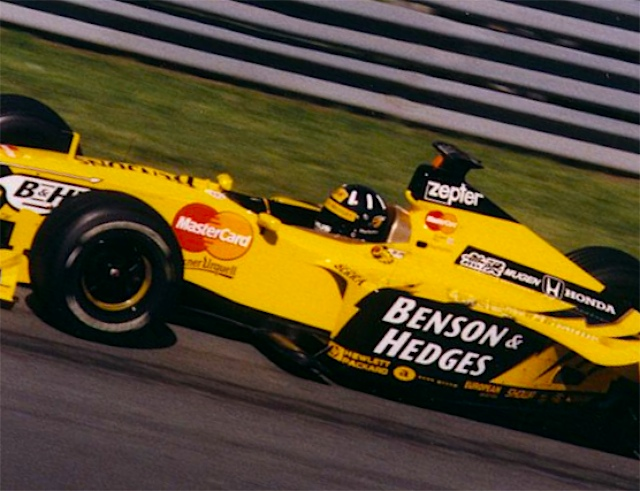
Letzte Formel-1-Station: Hill im Jordan 199

1998 wechselte er zum Team von Eddie Jordan, nachdem ein Wechsel zu McLaren-Mercedes zuvor gescheitert war. Das Auto war zu Beginn der Saison unwesentlich besser zu fahren als der Arrows des Vorjahres. Doch wieder schaffte Hill das Unerwartete: Er gewann nach einigen Weiterentwicklungen in der zweiten Saisonhälfte den verregneten Grand Prix von Belgien, nachdem der überlegen führende Michael Schumacher im Ferrari nach einer Kollision ausgeschieden war. Damit fuhr er den ersten Sieg für das Jordan-Team ein, der durch den zweiten Platz seines Teamkollegen Ralf Schumacher sogar zum Doppeltriumph wurde. Das Jahr beendete Hill als Sechster der Gesamtwertung. 1999 bekam er den von Williams kommenden Heinz-Harald Frentzen (der dort einst sein Nachfolger war) als Teamkollegen. Jordan baute das beste Auto der Teamgeschichte. Aber nur Frentzen schlug daraus mit zwei Siegen und dem dritten Platz in der Weltmeisterschaft Kapital. Hill verlor zusehends seine Motivation, sammelte insgesamt lediglich sieben Punkte (gegenüber 54 seines Teamkollegen) und beendete Ende der Saison folgerichtig seine aktive Formel-1-Karriere.

#### Trivia
Damon Hill hielt zehn Jahre lang den Rekord für die schnellste je gefahrene Rennrunde (aufgestellt in Monza 1993 mit 249,835 km/h) und qualifizierte sich 1996 bei allen Rennen der Saison für die erste Startreihe, was außer ihm nur Ayrton Senna (1989 auf McLaren-Honda) und Alain Prost (1993 auf Williams-Renault) gelang.

#### Duelle mit Michael Schumacher

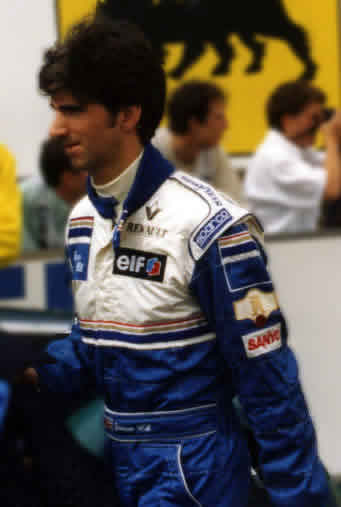
Williams-Pilot und Vize-Weltmeister Damon Hill 1995

Nachdem zu Beginn des Jahres 1994 Ayrton Senna bei einem Unfall gestorben war, kristallisierten sich Hill und Schumacher als diejenigen heraus, die um die Weltmeisterschaft kämpften. Dabei gerieten die ungleichen, durch einen Altersunterschied von achteinhalb Jahren getrennten Piloten regelmäßig auf der Strecke aneinander und fochten diverse Duelle aus. Hier eine Auswahl der bekanntesten Szenen:
- GP Japan 1994: Nachdem Schumacher den ersten Teil des Rennens unangefochten geführt hatte, kam es wegen des starken Regens zu einer Unterbrechung. Beim Neustart übernahm Hill die Führung und gab diese mit einer kampfstarken Vorstellung bis ins Ziel nicht mehr ab. Nach Zusammenrechnung der beiden Teil-Rennen wurde der überraschte Hill zum Sieger erklärt, der sich damit alle WM-Chancen für das anschließende Finalrennen in Australien offenhielt.
- GP Australien 1994: Schumacher verließ in Führung liegend nach einem Fahrfehler die Strecke und touchierte eine Mauer. Er lenkte seinen Wagen bei vermindertem Tempo zurück auf die Strecke, wo Hill ihn gleich zu überholen versuchte. Die beiden Fahrzeuge kollidierten, Hill und Schumacher fielen aus. Dem Deutschen reichte sein Punktvorsprung zum Gewinn der Weltmeisterschaft.
- GP England 1995: Hill trat mit elf Punkten Rückstand in der Weltmeisterschaft auf seinen Rivalen Schumacher zu seinem Heim-Rennen in Silverstone an. Elf Runden vor Ende des Rennens attackierte Hill den führenden Schumacher vor der Priory-Kurve. Die beiden Fahrzeuge kollidierten erneut und landeten im Kiesbett.
- GP Belgien 1995: Nach einem Unfall im Training startete Schumacher nur von der 16. Position, Hill von der achten. Bereits in Runde 17 des Rennens lag der Deutsche bei Sprühregen und schlechter Sicht vor Hill in Front. Der Brite hatte aber mit Regenreifen die besseren Karten und suchte einen Weg vorbei an Schumacher, der ihn jedoch wiederholt blockierte und schließlich das Rennen gewann.
- GP Italien 1995: In Runde 24 des Rennens in Monza kollidierten Hill und Schumacher bei dem Versuch, den Japaner Taki Inoue zu überrunden. Während der erboste Deutsche Hill Absicht unterstellte, konterte dieser mit dem Vorwurf, Schumacher habe viel zu früh und damit für ihn unvorhersehbar gebremst.
- GP Europa 1995: Bei Schumachers Heimrennen auf dem Nürburgring versuchte Hill in Runde 18, den Deutschen zu überholen, wurde jedoch von diesem blockiert und abgedrängt. Bei der anschließenden Vollbremsung blockierten die Räder an Hills Williams und der Brite touchierte das Heck von Schumachers Benetton, was jedoch ohne Folgen blieb.
- GP Ungarn 1997: Nachdem sich Hill im sonst kaum konkurrenzfähigen Arrows dank der bei Hitze besseren Bridgestone-Reifen überraschend für Startplatz drei hatte qualifizieren können, überholte er zu Beginn der elften Runde des Rennens den führenden Schumacher im Ferrari (auf Goodyear-Reifen) mit einem sauberen Manöver und setzte sich ab.
- GP Kanada 1998: Schumacher beschuldigte Hill nach dem Rennen der gefährlichen Fahrweise. Der Brite sei beim Kampf um Position zwei vor ihm Schlangenlinien gefahren. Hill konterte den Vorwurf mit dem Hinweis auf Schumachers eigene Fahrweise im selben Rennen, mit der er den Deutschen Heinz-Harald Frentzen auf den Grünstreifen jenseits der Strecke abgedrängt habe.

## Funktionär
Nach dem Ende seiner aktiven Karriere begann Hill sich im britischen Motorsport zu engagieren und stieg 2006 als Nachfolger Martin Brundles zum Präsidenten des einflussreichen British Racing Drivers Club (BRDC) auf, der unter anderem Ausrichter des Großen Preises von Großbritannien der Formel 1 ist.

## Persönliches
Damon Hill wurde im Spätsommer 1960 im Londoner Stadtteil Hampstead als Sohn des Rennfahrers und späteren F1-Weltmeisters Graham Hill und dessen Frau Bette geboren. Hill hat zwei Schwestern, Samantha und Brigitte.
Im Alter von 15 Jahren verlor Damon Hill seinen Vater durch einen tödlichen Unfall. Die bisher komfortablen Lebensumstände der Familie änderten sich drastisch, Hill finanzierte seine Ausbildung mit Aushilfsjobs (unter anderem als Motorradkurier für einen Londoner Pizzadienst).

Das Helmdesign lehnt sich stark an den Helm seines Vaters an.

Von seinem berühmten Vater übernahm Hill sein Helmdesign, wobei er statt Schwarz den Farbton dunkelblau verwendete. Das Helmmuster mit den weißen Ruderblättern auf dunklem Grund entspricht dem Wappen des Londoner Rowing Club, in dem Graham Hill Mitglied war.
Hill ist seit 1988 mit Georgie (* 1961) verheiratet, zusammen haben die beiden vier Kinder. Ihr erster Sohn kam mit dem Down-Syndrom zur Welt. Das Paar engagiert sich daher in diesem Bereich, indem es zum Beispiel entsprechende Stiftungen finanziell unterstützt. Im Jahr 2003 kommentierte Damon Hill die Special Olympics Summer World Games in Dublin für das britische Fernsehen. Seine persönliche Situation beschrieb Hill im Jahr 2002 folgendermaßen:
„Mein erster Sohn Oliver, der jetzt 13 Jahre alt ist, wurde mit dem Down-Syndrom geboren, es ist also etwas, das mir sehr nahe geht. Ich möchte den Leuten diesen Umstand näher bringen. Oliver genießt ein großartiges Leben, er ist ein wichtiger Bestandteil unserer Familie und ich möchte die Stiftung unterstützen.“
Ende der 1990er Jahre trat Hill zusammen mit der englischen Reporterlegende Murray Walker als Werbefigur für die Fastfoodkette Pizza Hut auf. In den witzig gestalteten Spots wurde Hills Image als ewiger Zweiter ebenso karikiert wie der Drang Walkers, jeden Schritt eines britischen Rennfahrers zu kommentieren.
Hill nimmt an dem in Deutschland illegalen und heftig umstrittenen Gumball 3000-Rennen teil. Dabei handelt es sich um eine Rallye quer durch Europa mit exklusiven Sportwagen und prominenten Teilnehmern.
Neben seinen sportlichen Ambitionen hat Hill auch eine musikalische Ader. Als passionierter Gitarrist trat er beispielsweise des Öfteren im Rahmen von Formel-1-Veranstaltungen mit ehemaligen Kollegen oder Teammitgliedern auf. Die englische Hard-Rock-Gruppe Def Leppard lud Hill 1998 zu Aufnahmen ihres Albums Euphoria ein, auf dem der Rennfahrer ein Gitarrensolo einspielte (Demolition Man).
Um mit der Trauer um seinen Vater und der Wut über die unverschuldete Lage seiner Familie fertigzuwerden, gründete Hill in seiner Schulzeit mit ein paar Schulfreunden die Punkband „Sex, Hitler and the Hormones“. Zwischen 1999 und 2003 hatte er eine Band namens „The Conrods“. In deren Repertoire waren hauptsächlich Coverversionen bekannter Bands wie The Rolling Stones, The Beatles und The Kinks. Mit ihr trat er unter anderem 2002 beim Großen Preis von Österreich auf dem A1-Ring auf. Seit er BRDC-Präsident ist, hat er das Gitarrenspiel aufgegeben.

## Statistik

### Statistik in der Formel-1-Weltmeisterschaft

#### Grand-Prix-Siege
| - 1993 Ungarn (Mogyoród) - 1993 Belgien (Spa-Francorchamps) - 1993 Italien (Monza) - 1994 Spanien (Barcelona) - 1994 Großbritannien (Silverstone) - 1994 Belgien (Spa-Francorchamps) - 1994 Italien (Monza) - 1994 Portugal (Estoril) | - 1994 Japan (Suzuka) - 1995 Argentinien (Buenos Aires) - 1995 San Marino (Imola) - 1995 Ungarn (Mogyoród) - 1995 Australien (Adelaide) - 1996 Australien (Melbourne) - 1996 Brasilien (Interlagos) - 1996 Argentinien (Buenos Aires) | - 1996 San Marino (Imola) - 1996 Kanada (Montréal) - 1996 Frankreich (Magny-Cours) - 1996 Deutschland (Hockenheim) - 1996 Japan (Suzuka) - 1998 Belgien (Spa-Francorchamps) |

#### Gesamtübersicht
| Saison | Team                      | Chassis               | Motor               | Rennen | Siege | Zweiter | Dritter | Poles | schn. Runden | Punkte | WM-Pos. |
| ------ | ------------------------- | --------------------- | ------------------- | ------ | ----- | ------- | ------- | ----- | ------------ | ------ | ------- |
| 1992   | Motor Racing Developments | Brabham BT60B         | Judd GV 3.5 V10     | 2      | –     | –       | –       | –     | –            | –      | 30.     |
| 1993   | Canon Williams Team       | Williams FW15C        | Renault 3.5 V10     | 16     | 3     | 4       | 3       | 2     | 4            | 69     | 3.      |
| 1994   | Rothmans Williams Renault | Williams FW16 / FW16B | Renault 3.5 V10     | 16     | 6     | 5       | –       | 2     | 6            | 91     | 2.      |
| 1995   | Rothmans Williams Renault | Williams FW17 / FW17B | Renault 3.0 V10     | 17     | 4     | 3       | 2       | 7     | 4            | 69     | 2.      |
| 1996   | Rothmans Williams Renault | Williams FW18         | Renault 3.0 V10     | 16     | 8     | 2       | –       | 9     | 5            | 97     | 1.      |
| 1997   | Danka Arrows Yamaha       | Arrows A18            | Yamaha 3.0 V10      | 16     | –     | 1       | –       | –     | –            | 7      | 12.     |
| 1998   | Benson & Hedges Jordan    | Jordan 198            | Mugen-Honda 3.0 V10 | 16     | 1     | –       | –       | –     | –            | 20     | 6.      |
| 1999   | Benson & Hedges Jordan    | Jordan 199            | Mugen-Honda 3.0 V10 | 16     | –     | –       | –       | –     | –            | 7      | 12.     |
| Gesamt | Gesamt                    | Gesamt                | Gesamt              | 115    | 22    | 15      | 5       | 20    | 19           | 360    |         |

#### Einzelergebnisse
| Saison | 1   | 2   | 3   | 4   | 5   | 6   | 7   | 8   | 9   | 10 | 11  | 12  | 13  | 14  | 15  | 16  | 17 |
| ------ | --- | --- | --- | --- | --- | --- | --- | --- | --- | -- | --- | --- | --- | --- | --- | --- | -- |
| 1992   |     |     |     |     |     |     |     |     |     |    |     |     |     |     |     |     |    |
|        |     |     | DNQ | DNQ | DNQ | DNQ | DNQ | 16  | DNQ | 11 |     |     |     |     |     |     |    |
| 1993   |     |     |     |     |     |     |     |     |     |    |     |     |     |     |     |     |    |
| DNF    | 2   | 2   | DNF | DNF | 2   | 3   | 2   | DNF | 15  | 1  | 1   | 1   | 3   | 4   | 3   |     |    |
| 1994   |     |     |     |     |     |     |     |     |     |    |     |     |     |     |     |     |    |
| 2      | DNF | 6   | DNF | 1   | 2   | 2   | 1   | 8   | 2   | 1  | 1   | 1   | 2   | 1   | DNF |     |    |
| 1995   |     |     |     |     |     |     |     |     |     |    |     |     |     |     |     |     |    |
| DNF    | 1   | 1   | 4   | 2   | DNF | 2   | DNF | DNF | 1   | 2  | DNF | 3   | DNF | 3   | DNF | 1   |    |
| 1996   |     |     |     |     |     |     |     |     |     |    |     |     |     |     |     |     |    |
| 1      | 1   | 1   | 4   | 1   | DNF | DNF | 1   | 1   | DNF | 1  | 2   | 5   | DNF | 2   | 1   |     |    |
| 1997   |     |     |     |     |     |     |     |     |     |    |     |     |     |     |     |     |    |
| DNS    | DNF | DNF | DNF | DNF | DNF | 9   | 12  | 6   | 8   | 2  | 13  | DNF | 7   | 8   | 11  | DNF |    |
| 1998   |     |     |     |     |     |     |     |     |     |    |     |     |     |     |     |     |    |
| 8      | DSQ | 8   | 10  | DNF | 8   | DNF | DNF | DNF | 7   | 4  | 4   | 1   | 6   | 9   | 4   |     |    |
| 1999   |     |     |     |     |     |     |     |     |     |    |     |     |     |     |     |     |    |
| DNF    | DNF | 4   | DNF | 7   | DNF | DNF | 5   | 8   | DNF | 6  | 6   | 10  | DNF | DNF | DNF |     |    |

| Legende  | Legende            | Legende                                                          |
| Farbe    | Abkürzung          | Bedeutung                                                        |
| -------- | ------------------ | ---------------------------------------------------------------- |
| Gold     | –                  | Sieg                                                             |
| Silber   | –                  | 2. Platz                                                         |
| Bronze   | –                  | 3. Platz                                                         |
| Grün     | –                  | Platzierung in den Punkten                                       |
| Blau     | –                  | Klassifiziert außerhalb der Punkteränge                          |
| Violett  | DNF                | Rennen nicht beendet (did not finish)                            |
| Violett  | NC                 | nicht klassifiziert (not classified)                             |
| Rot      | DNQ                | nicht qualifiziert (did not qualify)                             |
| Rot      | DNPQ               | in Vorqualifikation gescheitert (did not pre-qualify)            |
| Schwarz  | DSQ                | disqualifiziert (disqualified)                                   |
| Weiß     | DNS                | nicht am Start (did not start)                                   |
| Weiß     | WD                 | zurückgezogen (withdrawn)                                        |
| Hellblau | PO                 | nur am Training teilgenommen (practiced only)                    |
| Hellblau | TD                 | Freitags-Testfahrer (test driver)                                |
| ohne     | DNP                | nicht am Training teilgenommen (did not practice)                |
| ohne     | INJ                | verletzt oder krank (injured)                                    |
| ohne     | EX                 | ausgeschlossen (excluded)                                        |
| ohne     | DNA                | nicht erschienen (did not arrive)                                |
| ohne     | C                  | Rennen abgesagt (cancelled)                                      |
| ohne     | keine WM-Teilnahme |                                                                  |
| sonstige | P/fett             | Pole-Position                                                    |
| sonstige | 1/2/3/4/5/6/7/8    | Punktplatzierung im Sprint-/Qualifikationsrennen                 |
| sonstige | SR/kursiv          | Schnellste Rennrunde                                             |
| sonstige | *                  | nicht im Ziel, aufgrund der zurückgelegten Distanz aber gewertet |
| sonstige | ()                 | Streichresultate                                                 |
| sonstige | unterstrichen      | Führender in der Gesamtwertung                                   |

### Le-Mans-Ergebnisse
| Jahr | Team                 | Fahrzeug         | Teamkollege | Teamkollege    | Platzierung | Ausfallgrund |
| ---- | -------------------- | ---------------- | ----------- | -------------- | ----------- | ------------ |
| 1989 | Richard Lloyd Racing | Porsche 962C GTI | David Hobbs | Steven Andskär | Ausfall     | Motorschaden |